# Linton Kwesi Johnson
Linton Kwesi Johnson (Chapelton (Jamaica), 24 augustus 1952) is een Britse dichter en musicus. Op jonge leeftijd verhuisde hij naar Groot-Brittannië. Hij ontdekte daar echter dat in Engeland buitenlanders slecht werk konden krijgen. Hij kreeg grote bekendheid toen hij zijn gedichten met reggaemuziek combineerde. Zijn bekendste plaat is Bass Culture, met de kleine hit Inglan Is A Bitch.

## Gedichten

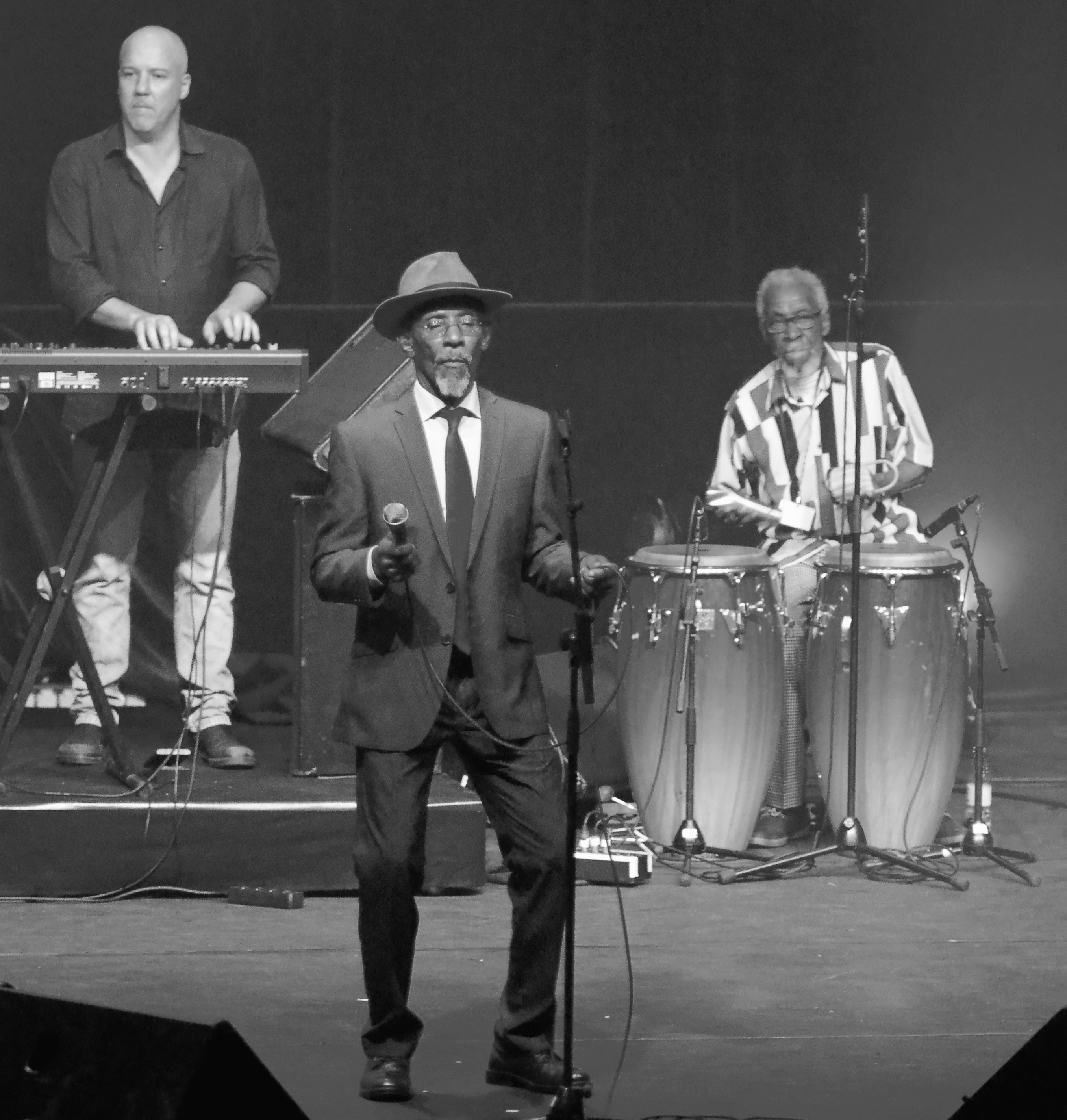
Linton Kwesi Johnson in Brussel in 2017

Het meeste dichtwerk van Johnson is politiek georiënteerd en handelt voornamelijk over de ervaringen als Britse Afrikaans-Cariben in Groot-Brittannië. Ook heeft hij over andere zaken geschreven zoals het Britse buitenlandbeleid of de dood van de anti-racismedemonstrant Blair Peach. Zijn meest bekende gedichten schreef hij tijdens het bewind van premier Margaret Thatcher. De gedichten bevatten beschrijvingen van de racistische wreedheden van de politie in die tijd.
Johnsons gedichten verschenen voor het eerst in het tijdschrift Race Today, die zijn eerste gedichtenbundel Voices of the Living and the Dead in 1974 uitbracht. Zijn tweede bundel, Dread Beat An' Blood, verscheen in 1975 bij Bogle-L'Ouverture.
Een verzameling gedichten van hem verscheen onder de titel Mi Revalueshanary Fren bij Penguin Modern Classics. Johnson is daarmee een van de drie dichters waarvan ooit bij leven werk is gepubliceerd door Penguin Modern Classics.

## Muziek

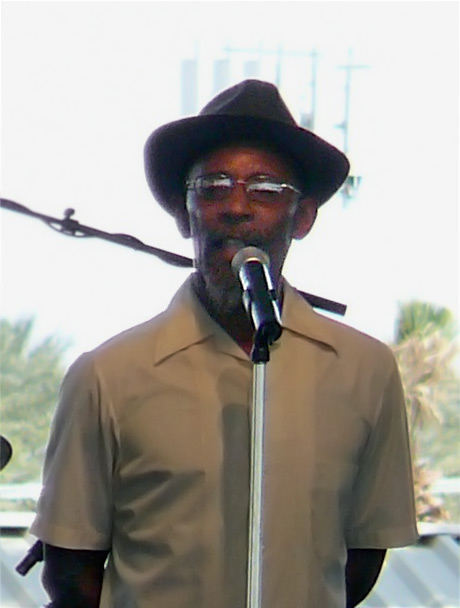
Linton Kwesi Johnson op Coachella, 2008

Johnsons bekendste platen zijn zijn debuutelpee Dread Beat An' Blood, Forces of Victory, Bass Culture en Making History. Deze platen bevatten naast veel reggae dub poetry klassiekers zoals Dread Beat An' Blood, Sonny's Lettah, Inglan Is A Bitch en Independent Intavenshan.
Johnson was een vooruitziende man en zijn nummer All Wi Doin Is Defendin voorspelt nauwkeurig het oproer van 1981 in Brixton.
Johnsons platenlabel LKJ Records is ook de thuisbasis voor andere reggae artiesten, waarvan enkelen de The Dub Band bedachten waarmee Johnson het meeste opnam, en andere dub poets zoals Jean "Binta" Breeze.
De laatste tijd treedt Johnson alleen nog op periodieke basis op.
In 2014 maakte Linton Kwesi Johnson een uitstapje in de elektronische muziek, door een nummer te maken samen met A.A.L. (Against All Logic), een pseudoniem van Nicolas Jaar.

## Discografie

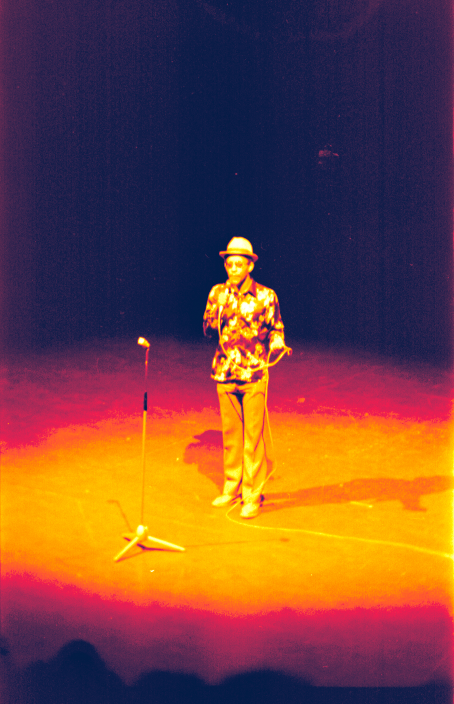
Johnson in Cardiff, 1980

- Live in Paris with the Dennis Bovell Dub Band - Wrasse, 2004 (dvd)
- Live in Paris - Wrasse, 2004
- Straight to Inglan's Head - Universal, 2003
- LKJ in Dub: Volume 3 - LKJ Records, 2002
- More Time - LKJ Records, 1999
- Independent Intavenshan - Island, 1998 (Compilation)
- LKJ A Cappella Live - LKJ Records, 1996
- LKJ Presents - LKJ Records, 1996
- LKJ in Dub: Volume 2 - LKJ Records, 1992
- Tings An' Times - LKJ Records, 1991
- Dub Poetry - Mango, 1985 (compilatie)
- LKJ Live in Concert with the Dub Band - LKJ Records, 1985
- Reggae Greats - Mango, 1984
- Making History (1983 dub album) - Island, 1983
- LKJ in Dub - Island, 1980
- The Best of Linton Kwesi Johnson - Epic, 1980 (compilatie)
- Bass Culture - Island, 1980
- Forces of Victory - Island, 1979
- Dread Beat an' Blood - Virgin, 1978 (als Poet And The Roots)